# 王宗儒
王宗儒（?—?），原是杨姓，名儒，唐朝彭城人。
开始在陈敬瑄手下为大将，王建攻打邛州，陈敬瑄派杨儒率兵三千帮助刺史毛湘守卫。毛湘屡战屡败，杨儒登城墙看见王建兵强，叹道：“唐朝的天下要完了。王公治军，严整不残，可以保护百姓吧”。于是率领所部投降，王建认他为义子，改名王宗儒。